# Битва при Сен-Ло
Битва за Сэн-Ло (англ. Battle of Saint-Lô) — сражение в ходе Нормандской операции, состоявшееся в период с 9 по 24 июля 1944 года и предшествовавшее масштабной операции «Кобра». 
Город Сен-Ло был занят немцами в 1940 году, а после начала вторжения в Нормандию американцы стали продвигаться к нему, так как город был расположен на стратегически важном перекрёстке. Американские бомбардировки вызвали тяжелые разрушения (до 95 % города было разрушено) и большое количество жертв, ирландский писатель и журналист Сэмюэл Беккет назвал город «The Capital of Ruins» («Столица руин»).

## Предыстория
Франция была захвачена в 1940 году, и 7-я танковая дивизия под командованием Эрвина Роммеля вошла в Нормандию с целью захвата порта Шербур. Сен-Ло был занят немцами в ночь на 17 июня 1940 года. Во время оккупации была демонтирована статуя la Laitière normande (Нормандская молочница), созданная Артюром Ле Дюком, её переплавили на пушки, несмотря на противодействие со стороны местных жителей.
В 1943 году немцы начали оборудование подземного госпиталя, который сохранился до наших дней; при этом использовался принудительный труд перемещённых лиц.
В январе 1944 года в городе был убит немецкий солдат, и многие жители Сент-Ло были арестованы. Кинотеатр, театр и бары были закрыты, радиоприёмники конфискованы, а комендантский час был перенесен на 8 часов вечера.

## Американские бомбардировки
Из-за стратегического расположения Сен-Ло на перекрёстке дорог город стал объектом активных американских бомбардировок, сосредоточивших свое внимание на местной железнодорожной станции и электростанции. Бомбардировки начались в ночь на 6 июня и продолжались до утра 7 июня, их тактической целью стало воспрепятствование переброске немецких подкреплений из Бретани.
Накануне бомбежек союзническая авиация сбросила на город листовки с предупреждениями, но сильный ветер снёс их в соседние сёла, из-за чего местные жители не успели спрятаться. Более двухсот заключённых были убиты в местной тюрьме, в том числе семьдесят шесть пленных французских патриотов (на сегодня от тюрьмы сохранились лишь главные ворота). При бомбардировке погибло не менее 1000 человек из 12-тысячного населения города.
- Сен-Ло после бомбардировки, июль 1944
- Руины железнодорожного вокзала Сен-Ло
- Ворота старой тюрьмы

## «Столица руин»
Задача взять под свой контроль Сен-Ло была возложена на XIX корпус Первой армии Соединённых Штатов под командованием генерала Чарльза Корлетта. По состоянию на 15 июля 1944 года корпус включал:
- 29-ю дивизию, расположенную на дороге недалеко от Мартенвилля во главе с генералом Чарльзом Герхардтом.
- 30-ю дивизию, расположенную на пути к Перье, недалеко от Ле-Мениль-Дюран, во главе с генералом Лиландом Хоббсом.
- 35-ю дивизию, расположенную на дороге у Пон-Эбера во главе с генералом Полом Бааде.

Американцам противостояли два немецких корпуса, защищавших Сен-Ло:
- 352-я пехотная дивизия под командованием генерала Крайсса.
- 3-я дивизия 2-го парашютного корпуса под командованием генерала Ойгена Майндля.

29-я дивизия атаковала северо-восточный сектор Сен-Ло, рядом с рекой Мадлен. Батальон под командованием майора Сидни Бингэма, прозванным «Потерянным батальоном», оказался изолированным на целый день без боеприпасов и с небольшим количеством провианта. Батальон потерял 25 бойцов ранеными и был окружен немецкими войсками. Холм у Мартенвилля находился под постоянным обстрелом со стороны немецкой артиллерии. 17 июля 3-й батальон майора Томаса Д. Хоуи соединился с бойцами Бингэма около 4:30 утра. Скрытый густой растительностью, 3-й батальон получил приказ выходить из окружения с максимальной маскировкой, используя только штыковую атаку. Прорыв почти удался, но Хоуи был смертельно ранен миномётным взрывом. Позиция американцев была атакована, что не позволило им продвигаться дальше.
17 июля взявший на себя командование капитан Пантенней запросил артиллерийскую и авиационную поддержку, чтобы рассеять немецкие войска. С боеприпасами на исходе солдаты батальона были оттеснены к берегу реки Мадлен и зажаты в шахте депо, брошенной немцами. В то же время 115-й батальон американцев прошел через городок Ла-Люзерн и укрепился в нижней части долины реки Долли. 18 июля бойцы 116-го батальона продвинулись вдоль реки Мадлен и вынудили немцев отступить на запад к Рампану. Американское командование сформировало оперативную группу во главе с генералом Норманом Кота, которая около 3:00 часов дня выдвинулась для штурма Сен-Ло. Солдаты под прикрытием танков прошли по дороге к Изиньи и вступили в Сен-Ло с юга, в районе церкви Сен-Круа.
Тело майора Хоуи было помещено на капоте головного джипа, что символически сделало его первым американским солдатом, вступившим в город. Затем его тело было завернуто в американский флаг и засыпано щебнем в руинах церкви Сен-Круа. Репортер Энди Руни, который был свидетелем этого события, назвал его «одной из действительно трогательных и эмоциональных сцен ужасной и страшной войны».

## Память
В память об этой битве имя «Сен-Ло» было присвоено американскому эскортному авианосцу 10 октября 1944 года (USS St. Lo). Корабль имел мрачную судьбу: после ввода в эксплуатацию 23 октября 1943 года он был потоплен уже год спустя, 25 октября 1944 года, во время масштабной битвы в заливе Лейте от атаки камикадзе.
В 1946 году Сэмюэл Беккет опубликовал военный репортаж под названием «Столица руин», в котором он написал, что Сен-Ло «как будто перестал существовать за одну ночь». 2 июня 1948 года город был награждён орденом Почетного легиона и Военным крестом.
Рядом с городским кладбищем был поставлен памятник майору Хоуи («Майор Сен-Ло»).
- Эскортный авианосец USS St. Lo
- Памятник майору Томасу Хоуи